# Berliner Fernsehturm
Berliner Fernsehturm (dansk: Berlins fjernsynstårn[kilde mangler] eller TV-tårnet i Berlin[kilde mangler]) er et tv-tårn på Alexanderplatz i Mitte i Berlin, Tyskland. Fjernsynstårnet blev opført i årene 1965 til 1969 i international stil af DDRs Deutsche Post i den historiske bydel Mitte i Berlin. Indvielsen skete den 3. oktober 1969. Bygningsværket er med sine 368 meters højde mere end 220 meter højere end det gamle Berliner Funkturm (Berlins Radiotårn), som blev bygget i 1920'erne i bydelen Westend i Berlin. Fjernsynstårnet står som et vartegn for byen og ses selv fra stor afstand som en markant del af byens skyline. Det bruges ofte som symbol på Berlin i åbningsscener i film, der har relation til Berlin, på samme måde som bygningsværker som Brandenburger Tor, Siegessäule og Rigsdagsbygningen.
Tårnet blev konstrueret efter Fernsehturm Stuttgart, der blev indviet i 1956. Dets oprindelige højde var 365 meter, men efter installationen af en ny antenne i 1990'erne er højden nu 368 meter, hvilket gør det til den fjerdehøjeste fritstående konstruktion i Europa efter Ostankinotårnet i Moskva, Kiev-tv-tårnet og Radio- og tv-tårnet i Riga. Midt på Fernsehturm findes en udsigtsplatform 203 meter over jordens overflade samt en roterende restaurant 207 meter over jordens overflade. I klart vejr kan man se 42 km væk. Tårnet har omkring 1 million besøgende årligt. Det ejes i dag af Deutsche Telekom.
Udover sin hovedfunktion som hjemsted for flere radio- og tv-sendere bruges tårnet med den interne betegnelse „Fernmeldeturm 32“ også som udsigtstårn med en udsigtsetage inklusive bar i en højde af 203 meter med en roterende restaurant på etagen ovenover. Endvidere bruges fjernsynstårnet til arrangementer og foranstaltninger. Symbolvirkningen af det markante bygningsværk, som sætter et stærkt præg på bybilledet, har gennemgået en stor forvandling. Fra et nationalt symbol på DDR for politisk propaganda udviklede fjernsynstårnet sig efter den tyske genforening til et fælles symbol for hele det genforenede Berlin. På grund af sit universelle og tidløse formsprog bliver fjernsynstårnet i stigende grad anvendt som et vartegn, der også internationalt identificeres med både Berlin og Tyskland. I 1979 fik Berlins fjernsynstårn status af fredet bygningsværk i det daværende DDR, en status som blev bibeholdt efter den tyske genforening.

## Beliggenhed og omgivelser
Berlins fjernsynstårn befinder sig sydvest for Bahnhof Berlin Alexanderplatz og nordøst for Marx-Engels-Forum. Bygningsværkets placering bliver ofte fejlagtigt sat i forbindelse med Alexanderplatz, der ligger nordøst for tårnet. På grund af sin nærhed til den berømte plads bliver fjernsynstårnet endda indimellem omtalt som Alex-tårnet.
Udover de berlinske U- og S-Bahn-linjer er der flere sporvogns- og buslinjer, der holder ved Bahnhof Alexanderplatz, hvis midterste udgang fører ud mod fjernsynstårnets indgangsbygning.
Samtidig med fjernsynstårnet projekterede man det 125 m høje hotelhøjhus Interhotel Stadt Berlin på Alexanderplatz, som stod færdigt i 1970. Hotellet bliver i dag videreført under navnet Park Inn by Radisson Berlin Alexanderplatz. I tidsrummet mellem 1967 og 1972 opførtes Rathauspassagerne direkte syd for fjernsynstårnet ved siden af byens rådhus Rotes Rathaus.

## Historie

### Forhistorie
Ved den europæiske radiokonference i Stockholm i 1952, som stod for koordineringen af sendefrekvenserne i Europa, fik DDR, som på det tidspunkt ikke var politisk anerkendt af de fleste stater, kun tildelt to tv-frekvensområder. Under disse forhold var det ikke muligt at oprette flere mindre sendere fordelt over Berlins byområde, uden at der ville opstå overlejringer og dermed fejl eller udfald af fjernsynsmodtagelsen. For at opnå en fuldstændig og ubrudt dækning var det derfor nødvendigt med én kraftig hovedsender, som skulle være placeret så højtliggende som muligt. I 1950erne var det kun meget svage hjælpesendere fra DDRs statslige fjernsynsselskab Deutscher Fernsehfunk, som dækkede tv-transmissionen i Berlin 
Allerede i 1952 begyndte DDR's Deutsche Post at planlægge opførelsen af et fjernsynstårn for Berlin. Først blev der valgt en beliggenhed i den sydøstlige del af Berlin. Efter at byggeriet var påbegyndt, blev det dog hurtigt stoppet, fordi man konstaterede, at med en beliggenhed kun otte kilometer fra lufthavnen Berlin-Schönefeld i kanten af indflyvningskorridoren ville tårnet på grund af sin højde udgøre en risiko for flytrafikken. Da det efter flere forsøg ikke var lykkedes at finde en egnet kompromisløsning, blev byggeprojektet opgivet i 1956. I de følgende år søgte man efter alternativer, og flere forskellige beliggenheder var på tale, blandt andet i bydelen Berlin Friedrichshain. Men heller ikke disse planer kunne føres ud i virkeligheden. Det skyldtes de store besparelser, der var nødvendige som følge af omkostningerne for opførelsen af Berlinmuren.
I de følgende år forsøgte man endnu engang af finde en egnet beliggenhed. Ud over det praktiske formål at skabe en optimal fjernsynsdækning, trådte fjernsynstårnets rolle som nyt vartegn for Berlin efterhånden mere og mere i forgrunden. Derfor blev den centrale beliggenhed af tårnet både understøttet af regeringen i 1964 og anbefalet af SED's ledelse. Så i sidste instans var valget af beliggenheden politisk betinget.
Der var forskellige arkitekter involveret i projekteringen og opførelsen af tårnet, her i blandt Hermann Henselmann og Jörg Streitparth i forprojekteringen. I årene mellem 1965-69 deltog Fritz Dieter, Günter Franke og Werner Ahrendt i projekteringen samt Walter Herzog, Gerhard Kosel og Herbert Aust.

### Opførelsen af tårnet
Fundamentarbejdet påbegyndtes den 4. august 1965 og var afsluttet ved udgangen af 1965. Betonudstøbningen af tårnets fod begyndte den 15. marts 1966. Betonarbejdet skred hurtigt fremad, så 100-metermærket blev overskredet den 4. oktober 1966. Skaftet nåede sin endelige højde den 16. juni 1967. Der blev i alt brugt 8.000 kubikmeter beton til udstøbningen af det 26.000 tons tunge og 248,78 meter høje skaft 
Parallelt med opbygningen af skaftet udførtes forarbejdet med tårnets kugle. Arbejdsgruppen VEB Ipro havde udarbejdet en metode for kuglens montage på jernbetonskaftet. Den indebar, at kuglen, som var opdelt i 120 segmenter, kunne monteres og sættes sammen nede på jorden. På byggepladsen mellem Marienkirche og Rotes Rathaus blev der i april 1967 opført en 35 meter høj kopi af tårnskaftet, hvor kuglens segmenter blev formonteret. Dette arbejde varede til november 1967. Byggeomkostningerne var i mellemtiden steget fra de planlagte 33 millioner mark til 95 millioner mark. Dette skyldtes i hovedsagen, at en række konstruktionsdele og materialer måtte importeres fra Vesttyskland og derfor også betales i vestlig valuta. I februar 1968 påbegyndtes montagen af kuglen på tårnets skaft. Det sidste af kuglens segmenter blev anbragt den 7. oktober 1968. I oktober 1968 blev spidsen og antennemasten over kuglen monteret på tårnet, så den indvendige færdiggørelse af tårnet kunne påbegyndes det følgende år.
I starten af 1969 sivede der vand ind i tårnkuglen, hvilket medførte betydelige skader og betød, at kuglen måtte aftætnes igen. Det indvendige montagearbejde varede frem til den 3. oktober 1969, hvor arbejdet med indgangspavillonen også blev afsluttet. Med en ren byggetid på 53 måneder kunne byggeriet af tårnet trods alle besværligheder afsluttes på noget nær rekordtid. Omkostningerne beløb sig til over 132 millioner østtyske mark.
Bygningsværket, som officielt fik betegnelsen "Fernseh- und UKW-Turm Berlin" var i oktober 1969 det næsthøjeste fjernsynstårn i verden. Kun fjernsynstårnet Ostankino i Moskva var højere. Samtidig var tårnet - næst efter fjernsynstårnet Ostankino i Moskva og Empire State Building i New York - det tredjehøjeste fritstående bygningsværk på sin tid.

### Siden indvielsen
Den 3. oktober 1969 indviede Walter Ulbricht fjernsynstårnet sammen med sin kone Lotte og en delegation af højtstående ledsagere, bl.a. Günter Mittag, Herbert Warnke, Paul Verner, Rudolph Schulze, Erich Honecker, Werner Lamberz og Erich Mielke. Dermed gav han startsignalet til DFF 2, som var det andet statslige tv-program i DDR. Dermed begyndte farvefjernsynet i DDR på to kanaler. Tårnet blev åbnet for offentligheden den 7. oktober 1969, på DDR's nationaldag "Tag der Republik".
Fra den 16. februar 1970 blev der udsendt fem VHF-programmer fra tårnet, efterfulgt af det første fjernsynsprogram den 4. april 1970. I begyndelsen af 1972 blev de to manglende pavilloner til udstillinger, informationscentret Berlin-Information, en biograf og forskellige gastronomiske indretninger færdige. Der var plads til i alt ca. 1.000 gæster i restauranterne. Efter at det lovgivningsmæssige grundlag for fredning af bygninger i 1975 var tilvejebragt, fik Berlins Fjernsynstårn denne status i 1979. Efter DDR's sammenbrud bekræftede Forbundsrepublikken bygningsværkets status som fredet igen.
Efter den tyske genforening i 1990 var der mange, som fordrede, at tårnet skulle rives ned. Forbundsrepublikken besluttede at bevare bygningsværket. Som ny ejer af fjernsynstårnet investerede Deutsche Telekom over 50 millioner mark i modernisering af sendeanlæggene, og der blev også foretaget en del indvendige renoveringer. Blandt andet har den hidtidige antenne fra en højde af 327 meter fået en ny og mere effektiv spids. Derved blev tårnets højde i 1997 forøget fra oprindeligt 365 meter til 368 meter.
Fjernsynstårnet hører med til de bygningsværker i Berlin, som i forbindelse med Festival of Lights, der siden 2004 afholdes hvert år i oktober, i flere dage bliver kunstfærdigt belyst med en særlig lysinstallation. I anledning af fodbold-verdensmesterskaberne i 2006 fik tårnets kugle i forbindelse med en reklameaktion fra ejeren Deutsche Telekoms side en indklædning i form af en magentafarvet fodbold.

## Tekniske detaljer
- Fundamentdybde: mellem 2,70 og 5,80 meter
- Udvendig diameter af fundament: 42 meter
- Tårnkuglens diameter: 32 meter
- Tårnkuglens vægt: 4.800 tons
- To personelevatorer
- En elevator til teknisk udstyr og teknikrummenes driftspersonale
- Udsigtsplatform på 203,78 meters højde
- Restaurant på 207,53 meters højde
- Kuglens nytteareal: 5.000 kvadratmeter
- På 216, 220 og 224 meters højde befinder sendeanlæggene til fjernsyns- og radioteknikken samt måleteknikernes driftsrum
- På den nederste etage befinder klimaanlægget sig på 200 meters højde, og på den øverste tekniketage findes brandcentralen med gasslukningsanlægget
- Redningsplatforme på 188 og 191 meters højde
- 150 forskellige antenner til tv- og radiotransmission på antennemasten
- 20.000 kvadratkilometer sendeområde

## Besøgende og turisme
Berlins fjernsynstårn er ikke kun sendemast, men også vartegn, turistattraktion og eventlokation. Fjernsynstårnet er den højeste offentligt tilgængelige bygning i Europa. I løbet af de første tre år efter indvielsen havde der allerede været over fire millioner besøgende i tårnet. Efter genforeningen kommer der årligt i snit omkring 1,2 millioner besøgende fra 90 lande. I 2010 kom ca. 60 procent af de besøgende fra udlandet, hvoraf den største gruppe på 8,1 procent kom fra Spanien, fulgt af italienere med 7,6 procent og danskere med 6,7 procent. Det samlede tilladte personantal i kuglen er 320 personer. Af de op til 5.000 besøgende dagligt besøger ca. 1.500 tårnrestauranten. I DDR-tiden var opholdstiden i Tele-Caféen begrænset til 60 minutter og til 30 minutter på udsigtsetagen.
De to elevatorer til besøgende kan hver transportere 12 personer op til udsigtspunktet i 203 meters højde på ca. 40 sekunder. Her befinder Berlins højestbeliggende bar sig også. De 60 vinduer muliggør en panoramaudsigt over hele Berlin og Berlins opland. 21 trin over udsigtsetagen ligger den roterende restaurant på 207 meters højde. Restauranten drejer sig 360° om sig selv i løbet af en halv time. Af hensyn til brandbeskyttelsen er hovedkøkkenet placeret ved foden af tårnet. Retterne bliver transporteret op til restaurant-etagen med elevatoren, hvor de bliver gjort klar til servering i et lille satellit-køkken. Som en del af brandbeskyttelsesforanstaltningerne, der bl.a. omfatter to evakueringsplatforme nedenunder tårnkurven, er der strengt rygeforbud i hele bygningsværket. Personer i rullestol og aktuelt gangbesværede kan ikke besøge fjernsynstårnet, fordi de i en nødsituation ikke kan benytte flugtvejen alene uden hjælp. Dyr, barnevogne og store stykker bagage må af sikkerhedsgrunde ikke medtages.
Den 14. juni 2011, knap 42 år efter indvielsen, bød den daværende overborgmester i Berlin Klaus Wowereit den besøgende nummer 50 million velkommen. Der er udsigt over hele byen Berlin fra fjernsynstårnets udsigtsterrasse. Ved god sigt kan man se forlystelsesparken Tropical Islands, som ligger næsten 60 kilometer væk.
Der er adgang for turister til fjernsynstårnet året rundt. Åbningstiderne retter sig efter årstiden. Den sidste tur op til udsigtsetagen afgår kl. 23:30, og adgangen til restauranten slutter kl. 23:00. Publikumsområdet kan også lejes til brug ved særlige arrangementer, fester, receptioner og andre events med maksimalt 200 gæster. Der kan også afholdes borgerlig vielse på fjernsynstårnet. Hertil kan baren på udsigtsetagen reserveres i en time til brudeparret og et bryllupsselskab på op til 30 personer.